# Flinders Petrie
Sir William Matthew Flinders Petrie (Charlton, 3 giugno 1853 – Gerusalemme, 28 luglio 1942) è stato un egittologo e archeologo britannico.

## Biografia
Archeologo dalla meticolosa tecnica di scavo, si distinse per la sistematicità nel raccogliere e descrivere qualsiasi tipo di reperto, dal più importante al meno rilevante. Sir Flinders Petrie si occupò dei siti archeologici nazionali, incluso Stonehenge, fra il 1875 ed il 1880.
In quest'ultimo anno ebbe inizio la sua imponente carriera di archeologo tramite scavi in Egitto ed in Palestina supportati da numerosi volumi sulle scoperte effettuate, racconti popolari ed un'autobiografia. Svolse gran parte della sua attività in Egitto in collaborazione con il connazionale Reginald Engelbach.
Fra i grandi meriti di Flinders Petrie vi è quello di aver messo a punto una propria tecnica di seriazione dei reperti archeologici che gli permise di stabilire una successione cronologica di 2200 tombe a fossa della necropoli di Naqada nell'Alto Egitto.
Dal 1926 la sua attività di studio si concentrò completamente in Palestina sino alla sua morte avvenuta a Gerusalemme a causa della malaria nel 1942.
La vedova donò la testa del marito ad una associazione chirurgica inglese affinché potesse esaminare il cervello di un essere estremamente dotato di intelligenza.

### Opere di Flinders Petrie
- 1883, "The Pyramids and Temples of Gizeh", ed. Histories & Mysteries of Man (1990), Londra, ISBN 1-85417-051-1
- 1891, "Illahun, Kahun, and Gurob", Londra
- 1894, "Tell el-Amarna", Londra
- 1898, "Deshashen", Londra
- 1905, "A History of Egypt: From the XIX to th XXXth Dynasties", ed.  Michael Sanders (1991), Londra, ISBN 1-85417-058-9
- 1912, "Egypt and Israel", Londra
- 1932, "Seventy Years in Archeology", New York
- 1974, "3000 Decorative Patterns of the Ancient World", ed. Dover Publications, ISBN 0-486-22986-6
- 1990, "Stonehenge: Plans, Description, and Theories", Flinders Petrie, M., Hawkins, G.S., ed. Histories & Mysteries of Man, ISBN 1-85417-031-7

### Opere su Flinders Petrie
- Margaret S. Drower, "Flinders Petrie: A Life in Archaeology", ed. Madison: University of Wisconsin Press, 1995, ISBN 0-299-14624-3
- Margaret S. Drower, "Letters from the Desert - the Correspondence of Flinders and Hilda Petrie", ed. Aris & Philips, 2004, ISBN 0-85668-748-0
- Salima Ikram, "Antico Egitto", Ananke, 2013, ISBN 978-88-7325-477-5